# Barackenkirche Nöstlbach

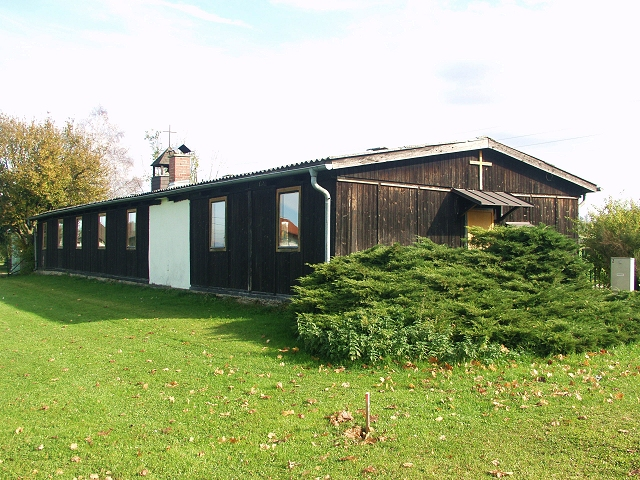
Barackenkirche Nöstlbach

Die Barackenkirche Nöstlbach steht in der Ortschaft Nöstlbach in der Gemeinde St. Marien in Oberösterreich. 
Die römisch-katholische Filialkirche hl. Pankraz der Pfarrkirche St. Marien gehört zum Dekanat Enns-Lorch in der Diözese Linz. Die Barackenkirche steht unter Denkmalschutz.

## Geschichte
Eine Vorgängerkirche hl. Pankraz beim Mörtlmayrgut in Nöstlbach wurde seit 1400 angenommen. Nezilapach war anfangs eine selbständige Pfarre mit einem eigenen Friedhof und wurde später eine Filiale der Pfarrkirche Ansfelden. 1784 kam die Kirche zur Pfarre St. Marien wo sie 1786 im Zuge der Säkularisation aufgelassen und 1849 abgerissen wurde.
Die Baracke als Notkirche stand ursprünglich ab 1946 im DP-Lager Linz-Wegscheid im Ortsteil St. Martin in der Stadtgemeinde Traun, wo sie im Lager 59 des Arbeiter-Wohnlagers der damaligen Reichsbahn für 976 Aussiedler das Gotteshaus war.
Im Jahre 1963 wurde die demontierte Baracke in Nöstlbach am Reiherweg auf einem um 20.000 Schilling gekauften Grundstück neu aufgebaut. Der Betrag wurde nicht aus kirchlichen Geldern, sondern von den Gläubigen im Ort aufgebracht. Der erste Gottesdienst fand am 29. Dezember 1963 stattfand.
Im Jahre 2000 wurde die Kirche restauriert. Anlässlich des 50-jährigen Bestehens in Nöstlbach wurde die Barackenkirche restauriert und der Vorplatz neu gestaltet. Sie ist die letzte noch erhaltene und als Kirche genutzte Barackenkirche in Österreich.
Das Altarbild Menschen, die unterwegs sind. malte Herbert Wimberger. Die Figur hl. Pankraz schnitzte Arthur Maria Rottensteiner 2013.